# Андійський вулканічний пояс
Андійський вулканічний пояс — великий вулканічний пояс розташований уздовж Анд у прибережних районах Колумбії, Еквадора, Перу, Болівії та Аргентини, у межах Південної Америки. Вулканічний пояс утворився в результаті субдукції плити Наска під Південноамериканською плитою. Пояс підрозділяється на чотири основні вулканічні зони, які розділені вулканічними проміжками. Вулкани поясу, як сплячі так і активні, різноманітні за типов виверження, продуктами і морфологією.  Незважаючи на те, що Андський вулканічний пояс є типовим місцем для вапняно-лужного та субдукційного вулканізму, він має широкий спектр вулкано-тектонічних умов, оскільки йому характерні рифтові системи та зони спредінгу, транспресійні розломи, субдукцію серединно-океанічних хребтів і ланцюгів підводних гір. як великий діапазон товщини земної кори та шляхів підйому магми та різна кількість корової асиміляції. 
Ромераль у Колумбії є найпівнічнішим активним підрозділом Андського вулканічного поясу. На південь від 49° південної широти в Австралській вулканічній зоні вулканічна активність зменшується з найпівденнішим вулканом Фуегуїно на архіпелазі Вогняна Земля. Найпівнічнішим із них є Невадо-дель-Руїс, відомий через Трагедію Армеро 1985 року. Велика вулканічна активність поясу широко використовується як для термальної енергетики та постачання гарячої води у малорозвинених районах. 

## Вулканічні зони
Андський вулканічний пояс розділений на чотири основні зони активного вулканізму; Північна, Центральна, Південна і Австралійська вулканічні зони, кожна з яких є окремою континентальною вулканічною дугою.

### Північна вулканічна зона
Північна вулканічна зона простягається від Колумбії до Еквадору і включає всі вулкани на материковій частині цих країн. З вулканів цієї зони 55 розташовані в Еквадорі, а 19 — у Колумбії. В Еквадорі вулкани знаходяться в Західних Кордильєрах і Кордильєра-Реаль, а в Колумбії вони розташовані в Західних і Центральних хребтах. Пліоценовий вулканічний комплекс Іза-Пайпа в Бояці, у Східних хребтах, є найпівнічнішим проявом Північного Андського вулканічного поясу. Вулканічна дуга утворилася внаслідок субдукції плити Наска під захід Південної Америки. Деякі вулкани Північної вулканічної зони, такі як Галерас і Невадо-дель-Руїс, які розташовані в густонаселених високогірних районах, є значними джерелами небезпеки. Було підраховано, що товщина кори під цим регіоном коливається від приблизно 40 до, можливо, понад 55 кілометрів. Сангай — найпівденніший вулкан Північної вулканічної зони. Інститут геофізики при Національній політехнічній школі в Кіто, Еквадор, має міжнародну групу сейсмологів і вулканологів, яка відповідає за спостереження за численними діючими вулканами Еквадору в Андському вулканічному поясі (який є частиною Вогняного кільця) і на Галапагоських островах.

### Центральна вулканічна зона
Центральна вулканічна зона — вулканічна дуга на заході Південної Америки, яка простягається від Перу до Чилі і утворює західну межу плато Альтіплано. Вулканічна дуга утворилася внаслідок субдукції плити Наска під захід Південної Америки вздовж Перуансько-Чилійського жолоба. На півдні Центральна зона обмежена сегментом плоских плит Пампеа або сегментом плоских плит Норте-Чіко, регіоном, без проявів вулканізму через менший кут субдукції, спричинений субдукцією хребта Хуан-Фернандес. 
Центральна вулканічна зона характеризується континентальною корою, яка досягає товщини приблизно 70 км. У цій зоні є 44 великих і 18 малих вулканічних центрів, які вважаються активними. Ця вулканічна зона також має не менше шести потенційно активних великих кремнеземних вулканічних систем, які включають системи вулканічного комплексу Альтіплано-Пуна, а також Серро-Панізос, Пастос-Грандес, Серро-Гуача та Ла-Пакана. Інші кремнієві системи включають ігнімбритове плато Лос-Фрайлес у Болівії та кальдерні комплекси Інкапілло та Серро-Галан в Аргентині.

### Південна вулканічна зона
З півночі на південь Південна вулканічна зона ділиться на чотири сегменти відповідно до характеристик континентальної кори, вулканів і вулканічних порід:
- Північний (33°S–34°30′S)
- Перехідний (34°30′S–37°S)
- Центральний (37°S–41,5°S)
- Південний (41,5°S–46°S)
Південна вулканічна зона простягається приблизно від центральних чилійських Анд на широті Сантьяго, прибл. 33° пд. ш., до Серро-Ареналес в регіоні Айсен прибл. 46°S, відстань значно більше 870 миль (1400 км). Дуга утворилася внаслідок субдукції плити Наска під Південноамериканську плиту вздовж Перуансько-Чилійського жолоба. Північна межа Південної вулканічної зони позначена субдукцією плоскої плити хребта Хуана Фернандеса, яка, як вважають, утворила вулканічну щілину, звану сегментом плоскої плити Пампеї в регіоні Норте Чіко з пізнього міоцену. Південний частина Південної злни позначений Чилійським потрійним зчленуванням, де Чилійське піднесення занурюється під Південну Америку на півострові Тайтао, даючи початок Патагонської вулканічної щілини. Далі на південь розташована Австралійська вулканічна зона.
У Центральній Південній вулканічній зоні та Південній Південній вулканічній зоні підйом магми відбувається головним чином через розлом Лікіньє-Офкі.
Головна Кордильєра Анд (східний Сантьяго) піднялися в пізньому кайнозої та набули льодовиковоо покриву близько мільйона років тому. Це означало, що з тих пір лава з вулканів північноного сегменту південної зони почала спрямовуватися вздовж мережі льодовикових долин. Кальдера Майпо вибухнула приблизно 450 тисяч років тому, залишивши після себе велику кількість попелу та ігнімбритів, які сьогодні можна спостерігати як у Чилі, так і в Аргентині.
У пліоцені Південна вулканічна зона на південь від 38°S складався з широкої вулканічної дуги. Область вулканічної активності 1–2 мільйони років тому між 39°S–42°S була шириною до 300 км (якщо врахувати задуговий вулканізм). Зменшення швидкості конвергенції Наска та Південноамериканської плити з 9 см (3,5 дюйма) на рік до 7,9 см (3,1 дюйма) на рік 2–3 мільйони років тому сприяло звуженню південної зони, яке, можливо, відбулося 1,6 мільйонів років тому. Південна частина південної зони зберегла інтенсивну активність лише на заході, особливо навколо зони розлому Лікіньє-Офкі, тоді як східні вулкани, такі як Тронадор і Серро Пантоха, затихли.
Магми сучасних (голоценових) вулканів у перехідній південній вулканічній зоні походять із гетерогенних джерел у мантії Землі. Багато менших частин розплавів надходять із субдукованої океанічної кори та субдукованих осадів. На схід, у задуговій області, ступінь плавлення мантії, яка спричинила вулканізм, менша, як і вплив субдукційної кори.

За кількома вулканами зони спостерігає Обсерваторія вулканів Південних Анд (OVDAS), що базується в Темуко. В останні роки відбулися великі виверження в Chaitén (2008—2010), Cordón Caulle (2011) і Кабулько (2015).

### Австралійська вулканічна зона
Австралійська вулканічна зона (AVZ) — вулканічна дуга в Андах на південному заході Південної Америки, яка простягається на південь від Патагонської вулканічної тріщини до архіпелагу Вогняна Земля, на відстані значно більше 1000 км. Дуга утворилася внаслідок субдукції Антарктичної плити під Південноамериканську. Продукти виверження складаються в основному з лужного базальту і базаніту. Вулканізм в австралійській вулканічній зоні менш інтенсивний, ніж у південній вулканічній зоні. Зареєстровані виверження рідкісні через те, що ця територія не була досліджена навіть у 19 ст.; похмура погода на його західному узбережжі також могла запобігти спостереженню вивержень. Австралійська вулканічна зона містить як льодовикові стратовулкани, так і підлідні вулкани під льодовиковим полем Південної Патагонії.